# Кондратюк Ярослав Сергійович
Ярослав Сергійович Кондратюк (1 листопада 1993, с. Великі Дедеркали, Україна — 21 травня 2022, біля м. Запоріжжя, Україна) — український військовослужбовець, сержант Збройних сил України, учасник російсько-української війни. Почесний громадянин міста Тернополя (2022, посмертно).

## Життєпис
Ярослав Кондратюк народився 1 листопада 1993 року в селі Великих Дедеркалах, нині Великодедеркальської громади Кременецького району Тернопільської области України.
Навчався в Тернопільській загальноосвітній школі № 16.
Від 2012 року служив у лавах Збройних сил України. Загинув 21 травня 2022 року під час артилерійського обстрілу під Запоріжжям. Проживав в місті Тернополі, де й похований 30 травня 2022 року на Микулинецькому цвинтарі на Алеї Героїв.
Залишилася наречена, мати і батько.

## Нагороди
- нагрудний знак «За досягнення у військовій службі» II ступеня[1];
- почесний громадянин міста Тернополя (22 серпня 2022, посмертно)[2].